# Vereniki Goneva
Vereniki Goneva (Lautoka, 5 aprile 1984) è un rugbista a 15 figiano, utility back a Chambéry.
Al 2023 è il miglior marcatore internazionale per Figi con 22 mete.

## Biografia
Proveniente dal rugby a 7, fu in Europa nel 2007 nel campionato di seconda divisione inglese a Rotherham per poi passare in Francia a Colomiers e, nel 2011, a Tarbes.
In quello stesso anno prese anche parte alla sua prima Coppa del Mondo a XV in Nuova Zelanda.
Tornato in Inghilterra nel 2012 su ingaggio del Leicester, con cui nel 2013 si laureò campione d'Inghilterra e nel 2014 si impose come miglior realizzatore di mete di stagione (12) nonché miglior giocatore in assoluto; nel 2015 disputò la sua seconda Coppa del Mondo e l'anno seguente fu miglior realizzatore di Champions Cup con 6 mete; nel 2017 fu di nuovo realizzatore principe di Premership con 13 mete con la maglia di Newcastle, con il quale stava disputando la sua prima stagione.
Dopo 3 anni nel nordest inglese e la partecipazione alla sua terza coppa del mondo consecutiva, nel 2019 si trasferì a Londra all'Harlequins; al suo attivo nel triennio a Newcastle un ulteriore premio individuale di miglior giocatore nel 2018.
Dopo un solo anno lasciò l'Harlequins per un contratto in Francia al Mont-de-Marsan e, dopo ulteriori due stagioni, è giunto nel 2022 il trasferimento in Savoia al Chambéry.
Dal 2019 detiene il record di mete marcate in nazionale figiana, all'epoca stabilito a quota 21 quando in Pacific Nations Cup marcò contro Samoa battendo il precedente primato detenuto dal 1985 da Sanivalati Laulau; il record è stato poi ritoccato a quota 22 prima del ritiro internazionale.

## Palmarès
- Premiership: 1
Leicester: 2012-13
- Coppe Anglo-Gallesi: 1
Leicester: 2016-17